# Liste historistischer Bauwerke in Österreich
Die Liste historistischer Bauwerke in Österreich gibt einen Überblick über Bauwerke des Historismus in Österreich.
In Wien wurde ein klassizierender Historismus besonders beim Bau der Ringstraße, der mit der Schleifung der Stadtmauer in den 1860er Jahren begonnen wurde, eingesetzt, und von dort ausgehend in der ganzen Monarchie, daher spricht man auch von Gründerzeitstil oder Wiener Ringstraßenstil. Der romantisierende Historismus in den Sommerfrische-Regionen wird Heimatstil genannt.

## Repräsentative Beispiele

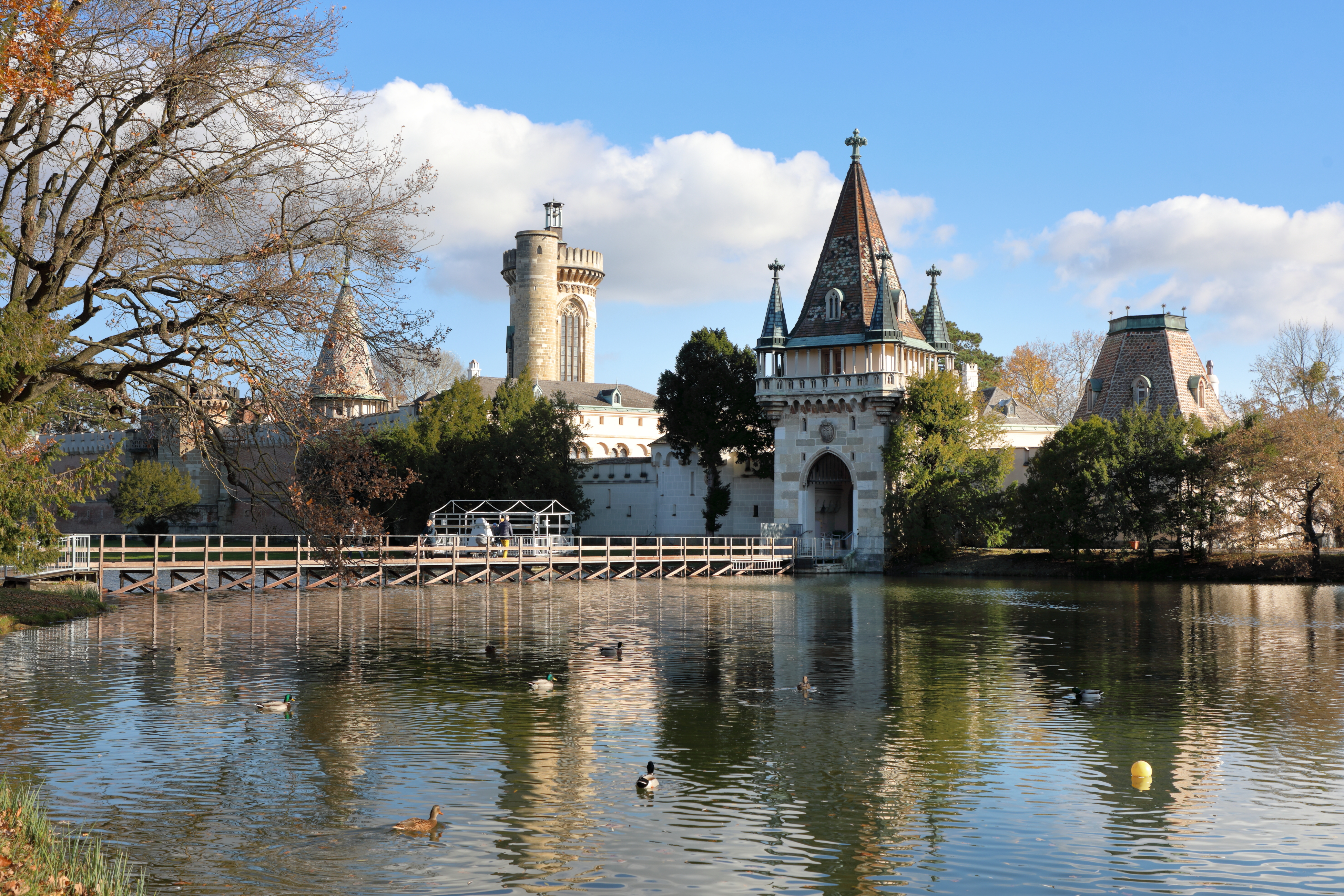
Franzensburg in Laxenburg, romantischer Historismus 1801–1836
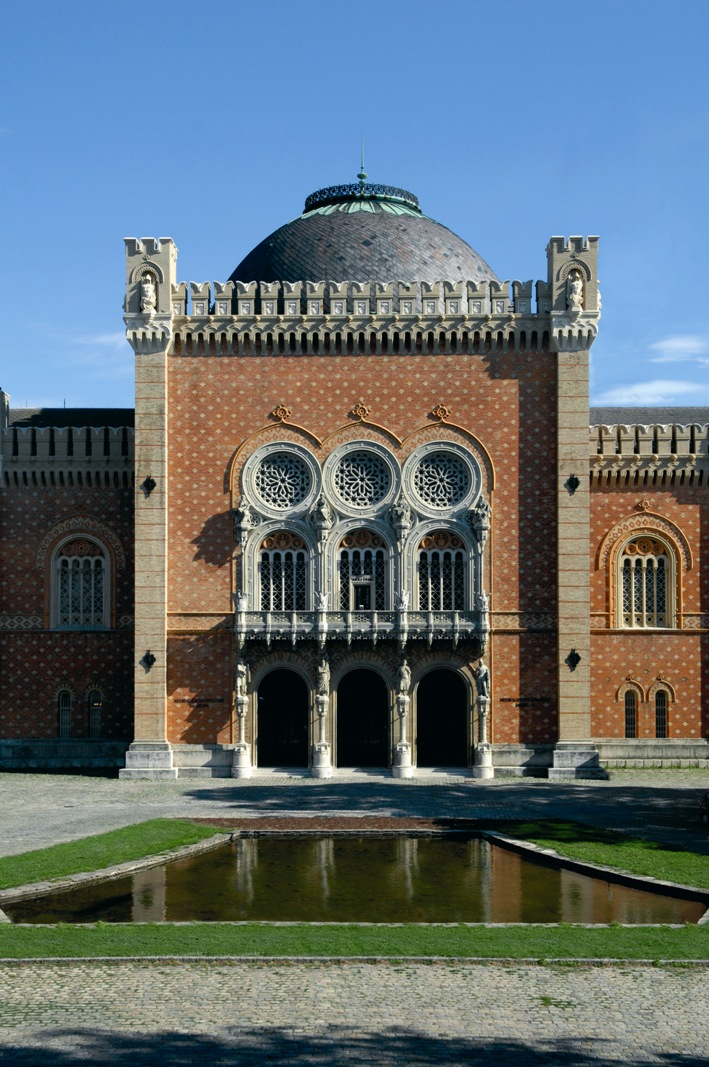
Heeresgeschichtliches Museum Wien, orientalisch-neobyzantinisierend 1850–1856
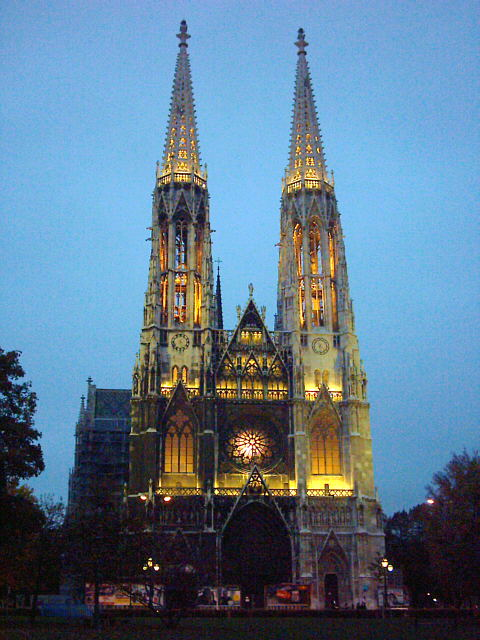
Wiener Votivkirche, neugotisch 1856–1879
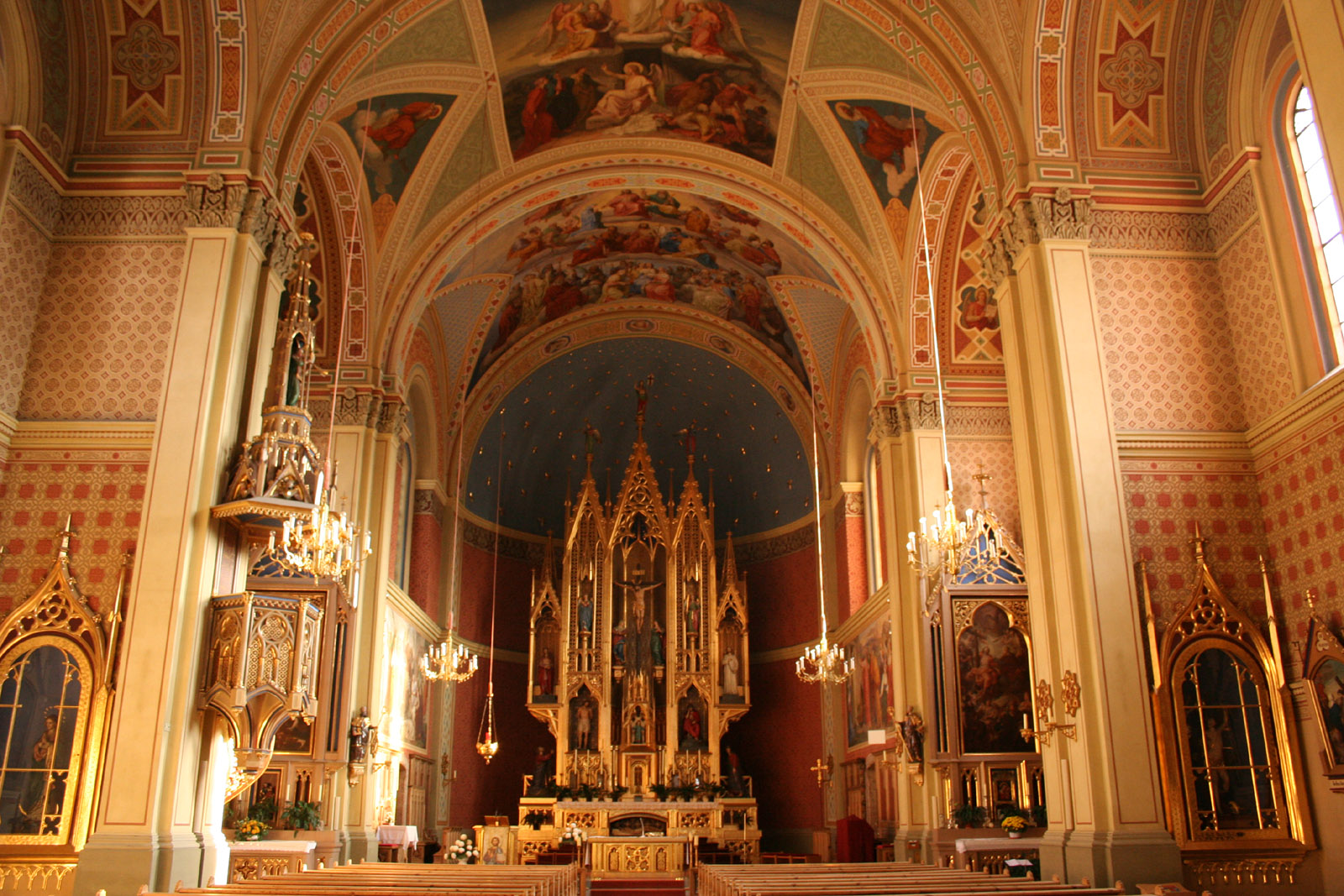
Pfarrkirche Zirl, neuromanisch bis 1874
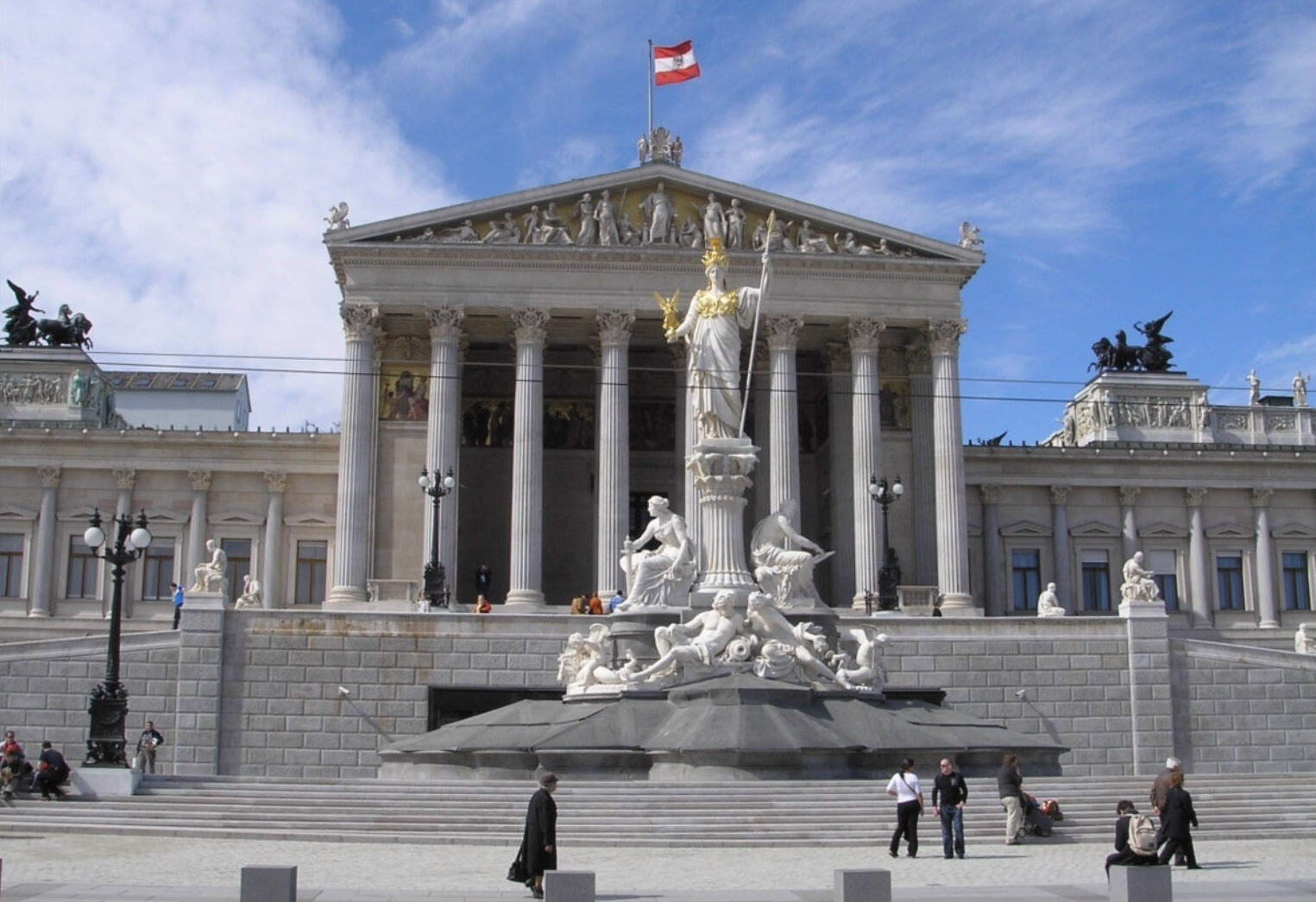
Parlament, neuklassizistisch (auch neuhellenisch) 1873–1884
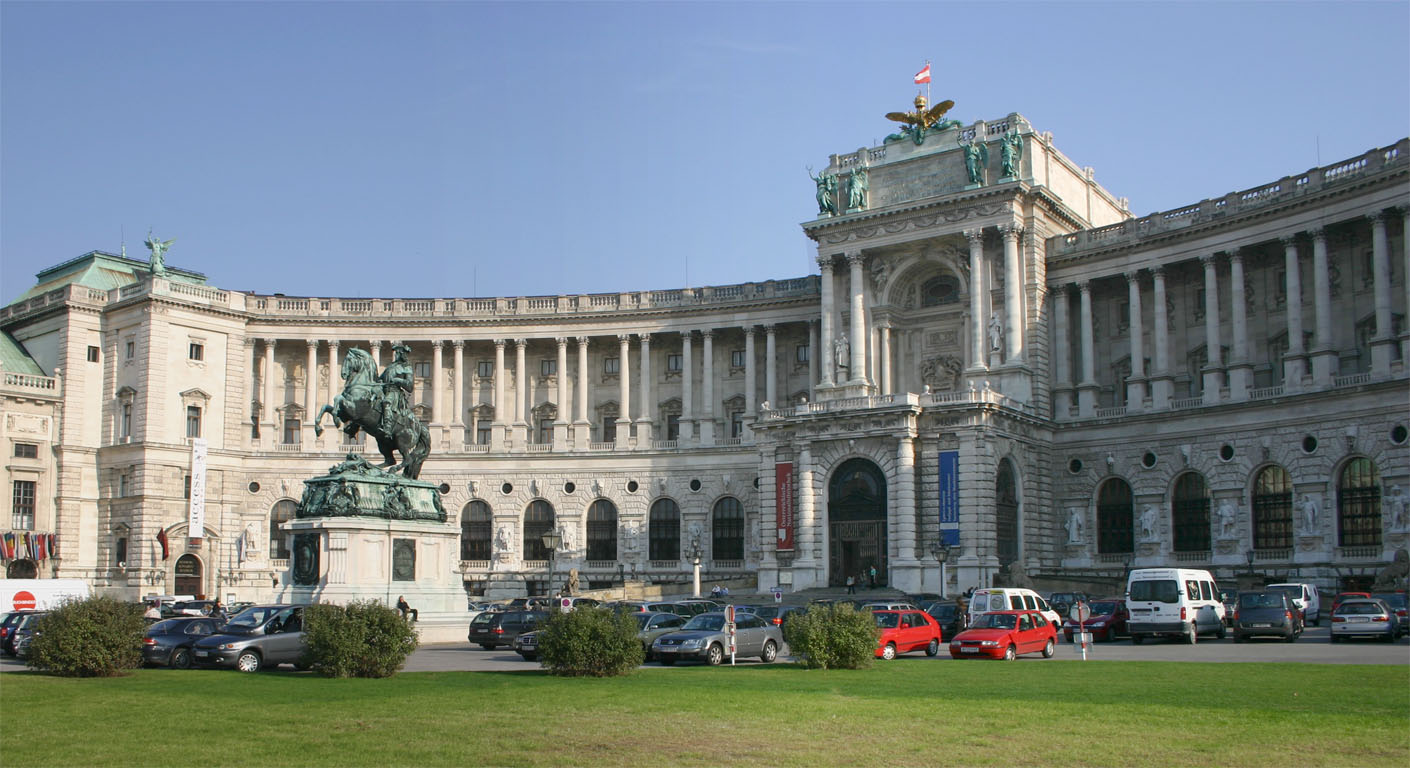
Hofburg (Neue Burg), neuklassizistisch ab 1869
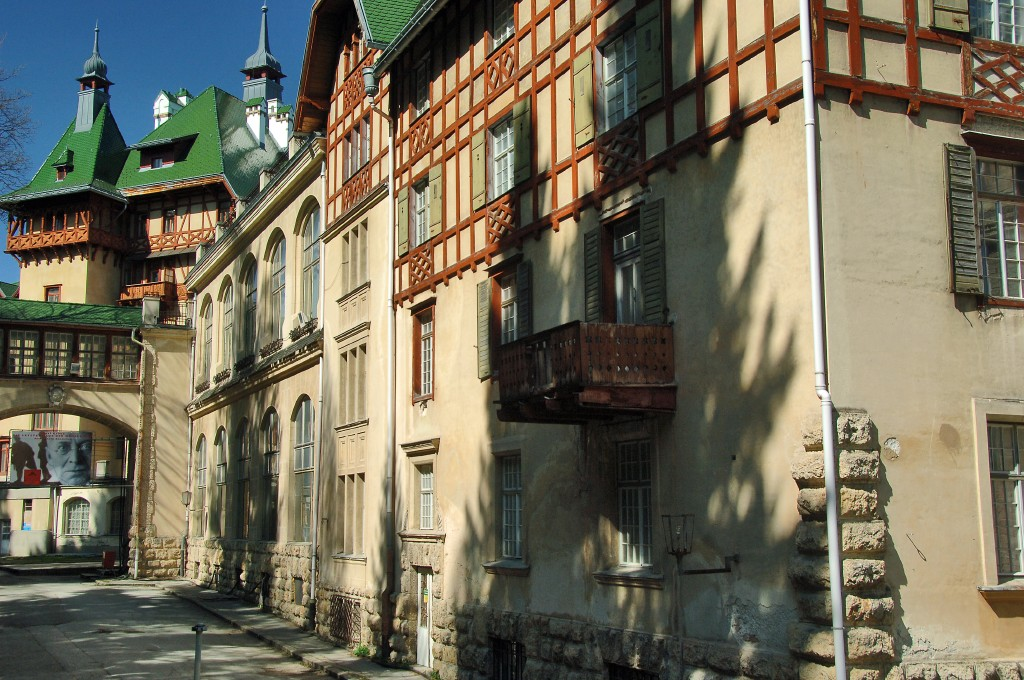
Südbahnhotel Semmering, Heimatstil 1881
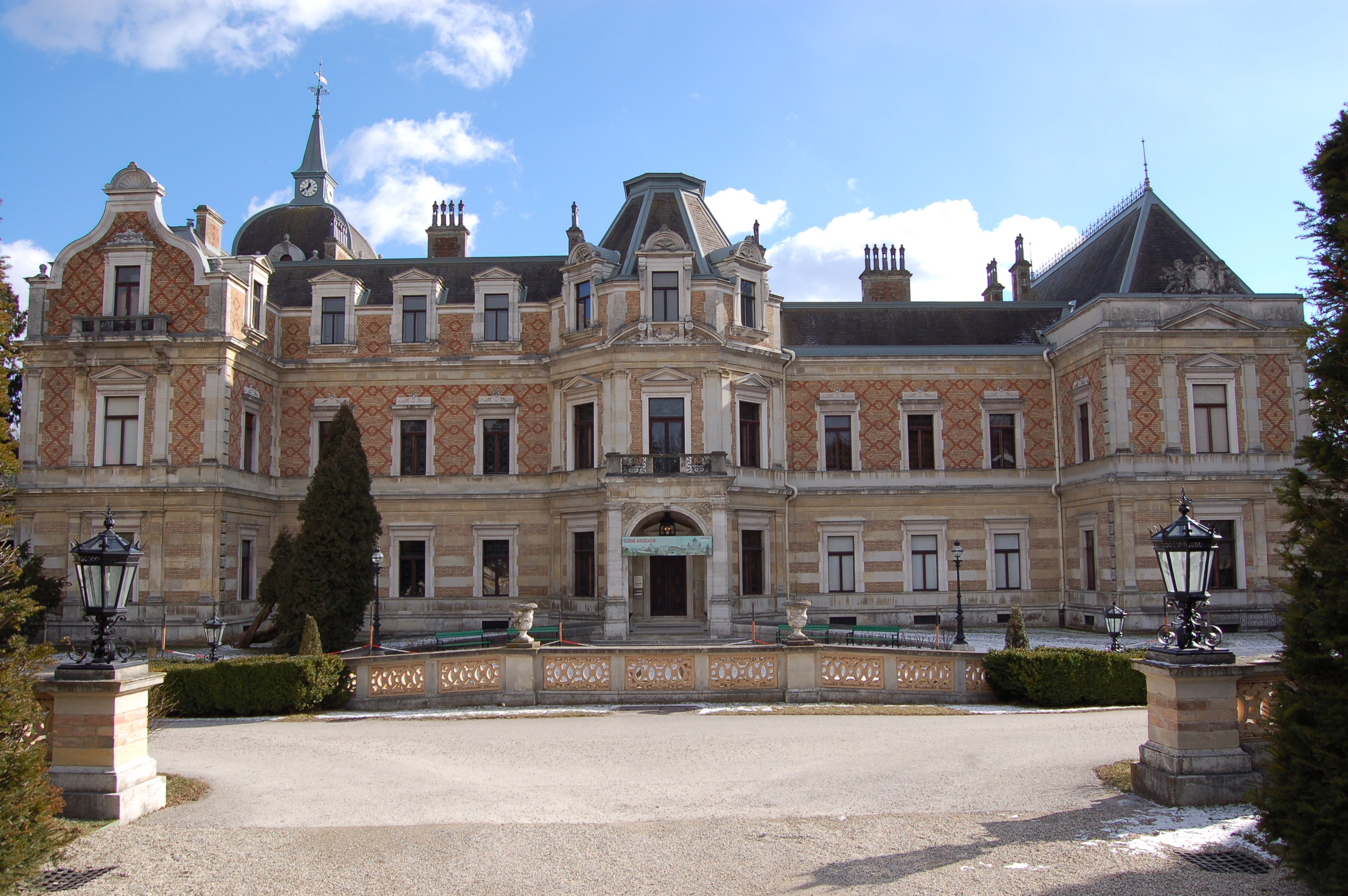
Hermesvilla, eklektisch-späthistoristisch 1882–1886

## Liste
| Bau                                                                            | Ort                    | Ld.  | datiert           | Stil                                                       | Arch./Baum.                                                    | Anmerkung |        |
| ------------------------------------------------------------------------------ | ---------------------- | ---- | ----------------- | ---------------------------------------------------------- | -------------------------------------------------------------- | --- | ------ |
| Friedhofskapelle                                                               | Pinkafeld              | Bgld | 1835              | früher romantischer Historismus mit Anklängen an die Gotik | Carl Roesner                                                   | [ 1 ] | Ki     |
| Schloss Rotenturm                                                              | Rotenturm an der Pinka | Bgld | 1862–1864         | romantisierend-orientalisch                                | Antal Weber                                                    | | Schl   |
| Franzensburg                                                                   | Laxenburg Schlosspark  | NÖ   | 1801–1836         | romantischer Historismus                                   |                                                                | englischen Landschaftspark mit historistischen Staffagebauten. Teile der Capella Speciosa, eines der ältesten gotischen Gebäude Österreichs (1799 geschleift) verbaut | Schl   |
| Schloss Grafenegg                                                              | Grafenegg              | NÖ   | ab 1840           | romantisch-historistischer Umbau                           | Leopold Ernst                                                  | grundlegender Umbau eines älteren Vorgängerbaus, im späteren 19. Jahrhundert außen neugotischen Tudorstil, innen Neorenaissance | Schl   |
| Schloss Grafenegg                                                              | Grafenegg              | NÖ   | 1860er (2. Phase) | neogotischer Tudorstil außen, innen Neorenaissance         | Hugo Ernst                                                     | vorher romantisch-historistisch um 1840 | Schl   |
| Neuer Dom                                                                      | Linz                   | OÖ   | 1862–1924         | Neogotik                                                   | Vincenz Statz                                                  | besitzt den zweithöchsten Kirchturm Österreichs | Ki     |
| Schloss Cumberland                                                             | Gmunden                | OÖ   | 1882–1886         | Neogotik                                                   | Ferdinand Schorbach                                            | | Schl   |
| Villa Lanna                                                                    | Gmunden                | OÖ   | ab 1872           | Neorenaissance                                             | Gustav Gugitz                                                  | Villa mit ausgeprägter Gartenkunst | Wohnh  |
| Wallfahrtsbasilika Maria Puchheim                                              | Attnang-Puchheim       | OÖ   | 1886–1890         | historistisch                                              |                                                                | | Ki     |
| Mozarteum                                                                      | Salzburg               | Sbg  | 1910–1914         | Münchner Späthistorismus                                   | Richard Berndl (Entwurf)                                       | | SchulB |
| Heilandskirche                                                                 | Graz                   | Stmk | 1853/1858         | romantisch-historistischer Umbau                           |                                                                | 1824 als →schlichter Biedermeierbau errichtet, Umbau der Fassaden und Errichtung eines Turms | Ki     |
| Stiftskirche Admont                                                            | Admont                 | Stmk | 1866–1869         | Neogotik                                                   |                                                                | erster neugotischer Sakralbau Österreichs, nach Zerstörung der alten Kirche bei einem Brand 1865 | Ki     |
| Herz-Jesu-Kirche                                                               | Graz                   | Stmk | 1881–1887         | Neogotik                                                   | Georg von Hauberrisser                                         | besitzt den dritthöchsten Kirchturm Österreichs | Ki     |
| Villa Kollmann                                                                 | Graz                   | Stmk | 1886–1887         | Neobarock                                                  |                                                                | | Wohnh  |
| Zentralfriedhof Graz                                                           | Graz                   | Stmk | 1886–1896         | Neogotik                                                   |                                                                | | GrabB  |
| Grazer Oper                                                                    | Graz                   | Stmk | 1898–1899         | Neobarock                                                  | Büro Fellner & Helmer                                          | | KultG  |
| Pfarrkirche Hll. Petrus und Paulus                                             | Telfs                  | Tir  | 1859–1863         | Neoromanik                                                 | Leopold v. Claricini-Dornbach                                  | Fresken und Wandbilder von Thomas Köhle (Kauns), Johann Ertl (Schwaz), Franz Spörr (Innsbruck-Hötting), Emanuel Walch (Kaisers), Johann Kärle (Weißenbach), Max Gehri (Innsbruck), Andrä Strickner (Steinach). Entstehungszeit zwischen 1882 und 1886. Die im Nazarenerstil gemalten Bilder wurden 1962 bei der Restaurierung der Kirche mit Zustimmung des Bundesdenkmalamtes mit weißer Farbe übertüncht, bei einer weiteren Umgestaltung der Kirche im Jahre 1984 aber zum Teil wieder hergestellt | Ki     |
| Pfarrkirche Maria Empfängnis                                                   | Weerberg               | Tir  | 1872              | Neoromanik                                                 | Josef Vonstadl                                                 | Dekorations- und Tapetenmalerei 1872–1880 | Ki     |
| Pfarrkirche Zirl                                                               | Zirl                   | Tir  | bis 1874          | Neoromanik                                                 |                                                                | | Ki     |
| Pfarrkirche Bregenz-Herz Jesu                                                  | Bregenz                | Vlbg | 1905              | Neogotik                                                   | Joseph Cades                                                   | | Ki     |
| Pfarrkirche St. Jodok                                                          | Schruns                | Vlbg | 1865–1867         | Neoromanik                                                 |                                                                | | Ki     |
| Pfarrkirche Hetzendorf                                                         | Wien                   | W    | 1808–1809         | Neoromanik                                                 |                                                                | | Ki     |
| Meidlinger Pfarrkirche                                                         | Wien                   | W    | 1842–1845         | Neoromanik                                                 | Carl Roesner                                                   | | Ki     |
| Gustav-Adolf-Kirche                                                            | Wien                   | W    | 1846–1849         | islamisch-neobyzantinischer Historismus                    | Ludwig Förster                                                 | | Ki     |
| Altlerchenfelder Pfarrkirche                                                   | Wien                   | W    | ab 1848           | Übergang vom Klassizismus zum Historismus                  | Paul Wilhelm Eduard Sprenger und Eduard van der Nüll           | | Ki     |
| Heeresgeschichtliches Museum                                                   | Wien                   | W    | 1850–1856         | maurisch-byzantinischer Stil                               | Theophil von Hansen                                            | gilt als ältester Museumsbau der Stadt Wien | KultG  |
| Sisi-Kapelle                                                                   | Wien                   | W    | 1854              | historistisch                                              |                                                                | | Ki     |
| Votivkirche                                                                    | Wien                   | W    | 1856–1879         | Neogotik                                                   | Heinrich von Ferstel                                           | Ringstraße | Ki     |
| Christuskirche am Evangelischen Friedhof Matzleinsdorf                         | Wien                   | W    | 1858–1860         | Neobyzantinischer Stil                                     | Theophil von Hansen                                            | | Ki     |
| Palais Ferstel                                                                 | Wien                   | W    | bis 1860          | historistisch                                              | Heinrich von Ferstel                                           | | Schl   |
| Palais Todesco                                                                 | Wien                   | W    | 1861–1864         | Neorenaissance                                             | Theophil von Hansen                                            | | Schl   |
| Staatsoper                                                                     | Wien                   | W    | 1861–1869         | Neobarock-Neorenaissance                                   | August Sicard von Sicardsburg und Eduard van der Nüll          | Ringstraße | KultG  |
| Hotel Imperial                                                                 | Wien                   | W    | 1862–1865         | historistisch                                              | Arnold Zenetti                                                 | Ringstraße | Hot    |
| Musikverein                                                                    | Wien                   | W    | 1863(?)1–870      | Neorenaissance                                             | Theophil von Hansen                                            | Ringstraße | KultG  |
| Palais Dumba                                                                   | Wien                   | W    | 1865–1866         | historistisch                                              | Johann Romano von Ringe und August Schwendenwein von Lanauberg | Ringstraße | Schl   |
| Kursalon Hübner                                                                | Wien                   | W    | 1865–1867         | Neorenaissance                                             | Johann Garben                                                  | | MedB   |
| Künstlerhaus Wien                                                              | Wien                   | W    | 1865–1868         | Neorenaissance                                             |                                                                | | KultG  |
| Akademisches Gymnasium                                                         | Wien                   | W    | 1866              | Neogotik                                                   | Friedrich von Schmidt                                          | | SchulB |
| Museum für angewandte Kunst                                                    | Wien                   | W    | 1866–1871         | historistisch                                              | Heinrich von Ferstel                                           | Ringstraße | KultG  |
| Brigittakirche                                                                 | Wien                   | W    | 1867–1873         | Neogotik                                                   | Friedrich von Schmidt                                          | | Ki     |
| Palais Epstein                                                                 | Wien                   | W    | 1868–1871         | Neorenaissance                                             | Theophil von Hansen                                            | Ringstraße | Schl   |
| Kirche Maria vom Siege                                                         | Wien                   | W    | 1868–1875         | Neogotik                                                   | Friedrich von Schmidt                                          | | Ki     |
| Neue Burg der Hofburg                                                          | Wien                   | W    | ab 1869           | historistisch                                              | Gottfried Semper und Karl von Hasenauer                        | Ringstraße | VerwG  |
| Leopoldstädter Kinderspital                                                    | Wien                   | W    | 1871–1872         | historistisch                                              | Karl von Hasenauer                                             | | MedB   |
| Palais Leitenberger                                                            | Wien                   | W    | 1871–1872         |                                                            | Ludwig Zettel                                                  | Ringstraße | Schl   |
| Naturhistorisches Museum                                                       | Wien                   | W    | 1871–1889         | Neorenaissance                                             | Gottfried Semper und Karl Freiherr von Hasenauer               | Ringstraße | KultG  |
| Palais Ephrussi                                                                | Wien                   | W    | 1872–1873         | Neorenaissance                                             | Theophil von Hansen                                            | Ringstraße | Schl   |
| St. Johannes Evangelist (Keplerkirche)                                         | Wien                   | W    | 1872–1876         | Neorenaissance                                             |                                                                | | Ki     |
| Rathaus                                                                        | Wien                   | W    | 1872–1883         | Neogotik                                                   | Friedrich von Schmidt                                          | Ringstraße | VerwG  |
| Kunsthistorisches Museum                                                       | Wien                   | W    | 1872–1891         | Neorenaissance                                             | Gottfried Semper und Karl Freiherr von Hasenauer               | Ringstraße | KultG  |
| Parlament                                                                      | Wien                   | W    | 1873–1884         | Neohellenismus                                             | Theophil von Hansen                                            | Ringstraße | VerwG  |
| Börse                                                                          | Wien                   | W    | 1874–1877         | Neorenaissance                                             | Theophil von Hansen                                            | Ringstraße | GewG   |
| Burgtheater                                                                    | Wien                   | W    | 1874–1888         | Neobarock                                                  | Gottfried Semper                                               | Ringstraße | KultG  |
| Universität                                                                    | Wien                   | W    | 1877–1884         | Neorenaissance                                             | Heinrich von Ferstel                                           | Ringstraße | SchulB |
| Türkische Botschaft in Wien                                                    | Wien                   | W    | 1879              | historistisch                                              | Büro Fellner & Helmer                                          | | VerwG  |
| Hermesvilla                                                                    | Wien                   | W    | 1882–1886         | historistisch-eklektizierend                               | Karl von Hasenauer                                             | Stilgemisch von Renaissance bis Klassik | Schl   |
| Reformierte Stadtkirche                                                        | Wien                   | W    | 1887              | neobarocke Fassade                                         | Ignaz Sowinski                                                 | 1783–1784 →klassizistisch | Ki     |
| Griechische Botschaft in Wien                                                  | Wien                   | W    | 1887–1889         | historistisch                                              |                                                                | | VerwG  |
| Palais Equitable                                                               | Wien                   | W    | 1887–1891         | historistisch                                              | Andreas Streit                                                 | | Schl   |
| Marianneum                                                                     | Wien                   | W    | bis 1888          | Neogotik                                                   | Ludwig Zatzka                                                  | | SchulB |
| Zacherlfabrik                                                                  | Wien                   | W    | 1888–1892         | orientalisierender Historismus                             | Karl Mayreder                                                  | | GewG   |
| Russisch-Orthodoxe Kathedrale                                                  | Wien                   | W    | 1893–1899         | historistisch                                              |                                                                | | Ki     |
| Neuottakringer Kirche                                                          | Wien                   | W    | 1894–1898         | Neogotik                                                   | Theodor Reuter und Alexander Wielemans von Monteforte          | | Ki     |
| Antonskirche                                                                   | Wien                   | W    | 1896–1902         | Neoromanik                                                 | Franz von Neumann der Jüngere                                  | | Ki     |
| Lutherkirche                                                                   | Wien                   | W    | bis 1898          | Neogotik                                                   |                                                                | | Ki     |
| Volksoper                                                                      | Wien                   | W    | bis 1898          | historistisch                                              |                                                                | | KultG  |
| Karmelitenkloster Döbling                                                      | Wien                   | W    | 1898–1901         | historistisch                                              |                                                                | | Kl     |
| Wasserturm Favoriten                                                           | Wien                   | W    | 1898–1899         | industrieller Historismus                                  | Franz Borkowitz                                                | | VersB  |
| Franz-von-Assisi-Kirche                                                        | Wien                   | W    | 1898–1910         | Rheinische Neoromanik                                      | Victor Luntz                                                   | | Ki     |
| Canisiuskirche                                                                 | Wien                   | W    | 1899–1903         | historistisch                                              |                                                                | | Ki     |
| Französische Botschaft in Wien                                                 | Wien                   | W    | 1900–1906         | historistisch                                              | Georges Chedanne                                               | | VerwG  |
| Dorotheum                                                                      | Wien                   | W    | bis 1901          | Neoklassizismus                                            |                                                                | | GewG   |
| Geriatriezentrum Baumgarten (ursprünglich Kaiser-Franz-Joseph-Landwehrkaserne) | Wien                   | W    | 1901              | historistisch                                              | Johann Nepomuk Scheiringer                                     | | MedG   |
| Botschaft der Vereinigten Staaten                                              | Wien                   | W    | bis 1902          | Neobarock                                                  | Ludwig Baumann                                                 | | VerwG  |
| Herz-Jesu-Kirche                                                               | Wien                   | W    | 1903–1906         | Neoromanik                                                 | Gustav von Neumann                                             | | Ki     |
| Klosterkirche der Kreuzschwestern                                              | Wien                   | W    | 1904–1905         | historistisch                                              | Heinz Gerl                                                     | | Ki     |
| Donaufelder Kirche                                                             | Wien                   | W    | ab 1905           | Neogotik                                                   | Franz von Neumann der Jüngere                                  | | Ki     |
| Haus der Industrie                                                             | Wien                   | W    | 1906–1909         | historistisch                                              | Karl König                                                     | | GewG   |
| Pfarrkirche Neusimmering                                                       | Wien                   | W    | 1907–1910         | Neoromanik                                                 |                                                                | | Ki     |
| Kriegsministerium                                                              | Wien                   | W    | 1908–1910         | historistisch                                              | Ludwig Baumann                                                 | Ringstraße | VerwG  |
| Kaasgrabenkirche                                                               | Wien                   | W    | 1909–1910         | Neobarock                                                  |                                                                | | Ki     |
| Alt-Ottakringer Pfarrkirche                                                    | Wien                   | W    | 1909–1912         | historistisch                                              | Rudolf Wiszkoczil                                              | | Ki     |
| Invalidenhauskirche                                                            | Wien                   | W    | bis 1910          | historistisch                                              |                                                                | | Ki     |
| Heilig-Geist-Kirche                                                            | Wien                   | W    | 1910–1913         | historistisch                                              | Jože Plečnik                                                   | | Ki     |
| Akademietheater                                                                | Wien                   | W    | 1911–1913         | historistisch                                              | Ludwig Baumann und Büro Fellner & Helmer                       | | KultG  |

## Nachweise
- Eintrag zu Historismus im Austria-Forum (im AEIOU-Österreich-Lexikon)

1. ↑  Die Friedhofskapelle in Pinkafeld. Bundesdenkmalamt, 16. Mai 2008, abgerufen am 5. Februar 2019.
2. ↑  Gesamtkunstwerk Villa Lanna, Gmunden. Bundesdenkmalamt, 16. Mai 2008, abgerufen am 5. Februar 2019.
3. ↑  Die neue Pfarrkirche in Telfs, Bote für Tirol, 16. September 1903, Extrabeilage 210, ff.
4. ↑  Die Pfarrkirche Maria Empfängnis in Weerberg/Tirol. Bundesdenkmalamt, Juli 2005, abgerufen am 5. Februar 2019 (Denkmal des Monats Tirol).
5. ↑  Artikel des Bundesdenkmalamts (BDA) zum Heeresgeschichtlichen Museum (2005) (Memento vom 7. Juli 2012 im Webarchiv archive.today)
6. ↑  Bronze-Quadriga auf dem Wiener Parlament. Bundesdenkmalamt, 16. Mai 2008, abgerufen am 5. Februar 2019.
7. ↑  Die Dampfschornsteine des Wiener Parlaments. Bundesdenkmalamt, 1. November 2006, abgerufen am 5. Februar 2019.